# (7003) Zoyamironova
(7003) Zoyamironova es un asteroide perteneciente al cinturón de asteroides, región del sistema solar que se encuentra entre las órbitas de Marte y Júpiter.
Fue descubierto el 25 de septiembre de 1976 por Nikolái Chernyj desde el observatorio Astrofísico de Crimea.

## Nomenclatura
Nombrado en honor a Zoya Sergeevna Mironova (n. 1913), reconocida cirujana y traumatóloga. Durante la Segunda Guerra Mundial salvó la vida y la salud de cientos de soldados heridos. Desde 1952 ha trabajado en el Instituto Central de Investigación de Ortopedia y Traumatología de Moscú. Durante su larga carrera, realizó más de 10 000 operaciones quirúrgicas, muchas de ellas únicas. Muchas figuras deportivas y bailarines de ballet de fama mundial se han beneficiado de su habilidad. Ha recibido muchos honores, incluido el reconocimiento del Comité Olímpico Internacional. Nombre sugerido por un grupo de científicos y el Comité Olímpico de Rusia y respaldado por el descubridor.

## Características orbitales
(7003) Zoyamironova está situado a una distancia media del Sol de 3,200 ua, pudiendo alejarse hasta 3,850 ua y acercarse hasta 2,551 ua. Su excentricidad es 0,203 y la inclinación orbital 3,776 grados. Emplea 2091,26 días en completar una órbita alrededor del Sol.

## Características físicas
La magnitud absoluta de (7003) Zoyamironova es 13,00. Tiene 16,594 km de diámetro y su albedo se estima en 0,053.